# Pseudomecas pallidicornis
Pseudomecas pallidicornis là một loài bọ cánh cứng trong họ Cerambycidae.